# Garfield
Garfield je izmišljen lik, ki je nastopil v stripovskih, filmski delih in risankah. Je debel oranžen maček, ki precej lenari in nerga svojemu lastniku Jonu. Lik je ustvaril Jim Davis. Skupaj s psom Odijem in lastnikom živi v majhni newyorški hišici. Mucek Nermal mu gre na živce. Garfield je izredno požrešen. Njegova najljubša jed je lazanja. Ima rjavega plišastega medvedka po imenu Pookie. Včasih mu Jon predpiše dieto, kar ga zelo jezi. Garfield je zaljubljen v mačko Arlene, Jon pa v veterinarko Liz. Zaradi tega mora Garfield pogosto na pregled, kjer trpi. Pri Garfieldu je nenavadno to, da se mu miši gnusijo in jih zato ne lovi, ima zelo rad ptice, pri lovu katerih žal ni preveč uspešen. Rad leži na s soncem obsijanih okenskih policah (kar pa se pogosto konča s kakšno nesrečo) in na svojem fotelju, ki ga zelo ne rad deli s psom Odijem. Sovraži ponedeljke.
Lik Garfield je nastopal že v kar dveh filmih.

## Filmi
- Garfield (2004)
- Garfield 2 (2006)
- Garfield Gets Real (2007)
- Garfield's Fun Fest (2008)
- Garfield's Pet Force (2009)
- Garfield (2024)